# Берньер-Лувиньи, Жан де
Жан де Бернье́р-Лувиньи́ (фр. Jean de Bernières-Louvigny, 1602, Кан (Нормандия) — 3 мая 1659, там же) — французский богослов и духовный писатель, мистик-квиетист.

## Биография
Жан де Берньер-Лувиньи родился в 1602 году в г. Кане (северо-западная Франция). Происходил из знатной семьи. По окончании образования служил начальником финансового управления таможни в Кане в звании королевского советника. Имея склонность к созерцательной жизни, оставил службу и в одиночестве проживал в маленьком домике в Кане. Не принимая священного сана и не постригаясь в монашество, оказывал большое влияние на людей своей проповедью о внутренней жизни во Христе, о сердечной молитве и прочих свойственных квиетизму особенностях духовной жизни. Много помогал бедным, пользовался всеобщим уважением и почитанием. Последние годы прожил в полном уединении. Скончался в возрасте 57 лет 3 мая 1659 г. во время вечерней коленопреклоненной молитвы. 

## Сочинения
Перу Берньера-Лувиньи принадлежат многочисленные сочинения, изданные после его смерти Пьером Пуаре и получившие широкое распространение во всех странах Европы. Особенную известность приобрела книга Берньера-Лувиньи «О сокровенной жизни со Христом в Боге», переведённая Герхардом Терстегеном на немецкий язык в 1726 году и переиздающаяся в немецкоязычных странах до сегодняшнего дня. 

## Учение
Берньер-Лувиньи полагает совершенство религиозной жизни в уподоблении Иисусу Христу посредством мистического единения с Ним. Это единение характеризуется любовью к нищете, уничижению и страданиям Христовым, непрестанной сердечной молитвой, детским преданием себя Богу и постоянным хождением в присутствии Божием. Как на главное средство для единения со Христом Берньер-Лувиньи указывает на «чистую веру», в связи с чем (в точном соответствии с доктриной квиетизма) вся внешняя церковно-аскетическая деятельность хотя и не отменяется, но отходит на второй план, а на первое место в духовной жизни выступает «приимательное», пассивное восприятие внутреннего действия Божия в душе. «Единственное, что душа должна делать, есть то, чтобы она всецело предала себя Богу, расположила себя исключительно "приимательно" в отношении действования Божия и в простоте воспринимала то, что Бог изволит дать ей». Однако такая пассивность души вовсе не эквивалентна праздности. Ибо душа должна постоянно давать внутри себя место Богу, для чего ей необходим внутренний труд «отстранения» от всех вещей и от падшего начала в себе самой. Такое отстранение Берньер-Лувиньи, как и все квиетисты, называет «умиранием» для самого себя и для мира сего. Это «умирание» троякое. Первое — умирание внешних чувств, когда всё внешнее становится для души препятствием на пути к Богу и тяжким крестом для неё. Второе — сведение на нет рассудочной и чувственной деятельности души, чтобы открылся путь к чистому восприятию Бога. И третье — «когда душа умирает для действий своего духа, то есть для желаний, рассудка и воли. Это самое трудное». Следствием такого троякого «умирания» является начало в человеке новой жизни души, которая проявляется во внутренней благодатной молитве и глубоком пребывании в Боге. Как на пути «умирания» миру и самому себе, так и в дальнейшем, когда душа уже достигает состояния внутренней молитвы и богообщения, с ней случаются внутренние испытания и искушения разного рода, суть которых сводится к отъятию Божией благодати, которую уже познала душа. Это необходимо для поддержания смирения. В такие моменты человеку остаётся только «вера в состоянии мрака». Пройдя через эти испытания, человек достигает ненарушимого пребывания в свете Божием, соединённого со смирением, абсолютным ненадеянием на себя и непрестанной верой в Иисуса Христа, Который только и соблюдает душу в этом её состоянии (подчёркнутая христоцентричность Берньера-Лувиньи выделяет его среди большинства квиетистов, которые придавали ей меньшее значение при описании высших степеней мистического совершенства).